# Jakub Puchow
Jakub Puchow (ur. 13 listopada 1947 w Warszawie) – polski skoczek do wody, brązowy medalista Letniej Uniwersjady w Turynie w 1970. Ośmiokrotny mistrz Polski w skokach do wody: 4-krotnie z trampoliny (1968, 1970, 1971, 1973) i 4-krotnie z wieży (1971, 1972, 1973, 1974). Wychowanek warszawskich klubów MKS Pałac Młodzieży i AZS-AWF, podopieczny trenera Józefa Włodarczyka. Z wykształcenia lekarz weterynarii. 
Dwukrotny olimpijczyk – podczas Igrzysk Olimpijskich w Meksyku w 1968 zajął 15. miejsce w skokach z trampoliny i 21. w skokach z wieży. W obu przypadkach odpadł w eliminacjach do finału. W czasie Igrzysk Olimpijskich w Monachium w 1972 zajął 17. miejsce w skokach z wieży uzyskując 281.34 punktów w siedmiu skokach.   	
Pracował jako nauczyciel wychowania fizycznego w XXXIII Liceum Ogólnokształcącym Dwujęzycznym im. Mikołaja Kopernika w Warszawie do 2013 roku, jest komentatorem skoków do wody w telewizji Eurosport. W kadencji 1998–2002 angażował się w działalność bielańskiego samorządu, zasiadał w Komisji Oświaty, Kultury i Sportu jako członek spoza rady. W wyborach w 2002 bez powodzenia ubiegał się o mandat radnego Bielan z listy Unii Wolności.